# Chapelaine
Chapelaine település Franciaországban, Marne megyében. Lakosainak száma 50 fő (2022. január 1.). Chapelaine Somsois, Corbeil, Margerie-Hancourt és Saint-Ouen-Domprot községekkel határos.

## Népesség
A település népességének változása:
| Lakosok száma | 66   | 49   | 35   | 50   | 51   | 47   | 49   | 51   | 53   | 50   |
|               | 1968 | 1982 | 1990 | 2006 | 2013 | 2015 | 2017 | 2019 | 2020 | 2022 |